# Ctenus smythiesi
Ctenus smythiesi är en spindelart som beskrevs av Simon 1897. Ctenus smythiesi ingår i släktet Ctenus och familjen Ctenidae. Inga underarter finns listade i Catalogue of Life.